# تاراباكيت
التاراباكيت (Tarapacaite) عبارة عن معدن من كرومات البوتاسيوم صيغته الكيميائية K2CrO4 . ويشكل بلورات صفراء زاهية اللون واكتشف عام 1878 م في مقاطعة تاراباكا ، تشيلي الذي سمّي عليه . ومن غير المرجح أن يتواجد هذا المعدن في أي مكان باستثناء معظم الظروف القاحلة كما سيكون من السهل ذوبانه في الماء .